# Un cauchemar
Pour les articles homonymes, voir Cauchemar (homonymie).
Un cauchemar est un roman de Jean-Jacques Brochier publié le 20 septembre 1984 aux éditions Albin Michel et ayant obtenu le prix du Livre Inter l'année suivante.

## Résumé
Pierre Antoine Moreau est un homme de cinquante ans qui vit en Sologne et qui aime l’alcool et les femmes de la rue St-Denis, à Paris.

## Éditions
- Un cauchemar, éditions Albin Michel, 1984  (ISBN 2-226-02158-2)[2]